# Cavaleiro Rampin
O Cavaleiro Rampin é uma estátua equestre de mármore produzida na Grécia em torno de 550 a.C., durante o período arcaico. Encontra-se em estado fragmentário. 
A cabeça do cavaleiro foi encontrada na Acrópole de Atenas em 1877 e adquirida por Georges Rampin, que a doou ao Museu do Louvre em Paris em 1896. Dez anos depois foi encontrado o fragmento do corpo e do cavalo em um poço onde haviam sido descartadas estátuas destruídas durante o saque de Atenas pelos persas em 480 a.C. Esta parte foi incorporada ao acervo do Museu da Acrópole de Atenas. Somente em 1936 a cabeça e o corpo foram identificados como sendo parte de uma mesma estátua pelo arqueólogo inglês Humphry Payne. A partir dessa constatação, as partes acervadas em Paris e Atenas foram reintegradas com cópias das partes faltantes.
É a mais antiga estátua equestre documentada na Acrópole, e uma obra-prima do período arcaico. Sua criação representou um grande desafio técnico para aquele período. Seu autor é desconhecido, mas a qualidade estética da peça e a fineza da execução indicam um mestre talentoso. Geralmente o autor é conhecido como Mestre do Cavaleiro Rampin, e com base em semelhanças de estilo outras obras lhe foram atribuídas.
Os cabelos e a barba do cavaleiro são trabalhados em grande detalhe, e o restante da peça recebeu um tratamento mais esquemático. O cavaleiro está nu, exibe o típico sorriso arcaico, e em sua cabeça ostenta uma coroa de folhas de levístico, e por isso pode representar um aristocrata vencedor dos Jogos Nemeus ou dos Jogos Ístmicos, que ofereciam tais coroas aos atletas vitoriosos, mas sua posição ligeiramente voltada para a esquerda possibilita outras interpretações, sendo postulado que fizesse par com uma estátua semelhante, representando heróis, os Dióscuros, ou Hípias e Hiparco, filhos do tirano Pisístrato.
Vários outros fragmentos encontrados no local foram associados ao Cavaleiro Rampin, mas nenhum se provou conclusivamente fazer parte da estátua. Pelo menos parte da obra original era pintada. Subsistem vestígios de pigmento vermelho e preto na cabeça e na barba do cavaleiro. Orifícios na cabeça do cavaleiro e do cavalo indicam que possivelmente possuía uma coroa de metal e arreios do mesmo material.